# Angelo Valvassori Peroni
Angelo Valvassori Peroni (Carpiano, 6 aprile 1870 – Milano, 27 settembre 1931) è stato un avvocato e politico italiano.

## Biografia
Si laureò in giurisprudenza ed esercitò la professione di avvocato, congiuntamente con la cura dei suoi possedimenti agricoli che lo portò a divenire Presidente della Società agraria di Lombardia. Fu consigliere provinciale di Milano (1900-1918) e deputato al Parlamento per la XXIII e XXIV legislatura
Membro del Consiglio superiore della pubblica istruzione (1º luglio 1917-30 giugno 1921)
Fu vicepresidente della Commissione centrale di beneficenza della Cassa di risparmio per le province lombarde (1929-1931)
e membro del Consiglio superiore del lavoro.
Fu nominato senatore nel dicembre 1920.
Fu sottosegretario di Stato al Ministero degli affari esteri (27 agosto 1921-26 febbraio 1922)
Era fratello di Carlo Valvassori Peroni, medico, a cui il comune di Milano ha dedicato una via e una biblioteca rionale nel quartiere di Lambrate; dal 22 ottobre 2024, la biblioteca ha assunto la denominazione di "Biblioteca Lambrate".